# Alexon Maximiano
Alexon Maximiano (ur. 12 października 1982) – brazylijski lekkoatleta, który specjalizował się w rzucie oszczepem.
Międzynarodową karierę rozpoczął w 1998, kiedy to został mistrzem Ameryki Południowej w kategorii kadetów, w 1999 wystąpił w mistrzostwach świata juniorów młodszych oraz mistrzostwach Ameryki Południowej juniorów. W kolejnym sezonie był trzeci na juniorskim czempionacie Ameryki Południowej oraz odpadł w eliminacjach mistrzostw globu juniorów. W 2001 został mistrzem Ameryki Południowej w kategorii juniorów oraz wywalczył srebro mistrzostw panamerykańskich w tej grupie wiekowej. W 2002 i 2004 zajmował piąte miejsce w mistrzostwach ibero-amerykańskich. Zdobył tytuł młodzieżowego mistrzostwa Ameryki Południowej w 2004. Największy sukces w seniorskiej karierze odniósł w 2007 zdobywając brązowy medal igrzysk panamerykańskich – w tym samym sezonie odpadł w eliminacjach na mistrzostwach świata i zajął siódmą lokatę w czempionacie kontynentu południowoamerykańskiego. Stawał na podium mistrzostw Brazylii. 
Rekord życiowy: 78,57 (16 maja 2007, Fortaleza). 

## Osiągnięcia
| Rok  | Impreza                                            | Miejsce        | Lokata            | Wynik |
| ---- | -------------------------------------------------- | -------------- | ----------------- | ----- |
| 1998 | Mistrzostwa Ameryki Południowej juniorów młodszych | Manaus         | 1. miejsce        | 57,39 |
| 1999 | Mistrzostwa świata juniorów młodszych              | Bydgoszcz      | 10. miejsce       | 66,92 |
| 1999 | Mistrzostwa Ameryki Południowej juniorów           | Concepción     | 4. miejsce        | 60,93 |
| 2000 | Mistrzostwa Ameryki Południowej juniorów           | São Leopoldo   | 3. miejsce        | 67,01 |
| 2000 | Mistrzostwa świata juniorów                        | Santiago       | el. – 30. miejsce | 60,79 |
| 2001 | Mistrzostwa panamerykańskie juniorów               | Santa Fe       | 2. miejsce        | 70,68 |
| 2001 | Mistrzostwa Ameryki Południowej juniorów           | Santa Fe       | 1. miejsce        | 71,31 |
| 2002 | Mistrzostwa ibero-amerykańskie                     | Gwatemala      | 5. miejsce        | 67,98 |
| 2004 | Młodzieżowe mistrzostwa Ameryki Południowej        | Barquisimeto   | 1. miejsce        | 71,49 |
| 2004 | Mistrzostwa ibero-amerykańskie                     | Huelva         | 5. miejsce        | 73,46 |
| 2007 | Mistrzostwa Ameryki Południowej                    | São Paulo      | 7. miejsce        | 71,14 |
| 2007 | Igrzyska panamerykańskie                           | Rio de Janeiro | 3. miejsce        | 75,04 |
| 2007 | Mistrzostwa świata                                 | Osaka          | el. – 25. miejsce | 75,15 |